# أندرو بار (كاتب أغاني)
أندرو بار (بالإنجليزية: Andrew Barr)‏ هو كاتب أغاني أمريكي، ولد في 25 مايو 1977.